# STCC – The Game
STCC – The Game är ett racingsimulationsspel från det svenska spelföretaget SimBin. Det släpptes 22 oktober 2008 och inkluderar 2008 års säsonger i de två svenska serierna Swedish Touring Car Championship och Camaro Cup, plus allt innehåll från Race 07 – The Official WTCC Game. År 2009 anordnade Svenska Bilsportförbundet ett mästerskap i STCC – The Game för att popularisera virtuell bilsport. Mästerskapet vanns av Niklas Falk.

## Serier

### Riktiga serier
- Swedish Touring Car Championship (STCC) – 2008
- Camaro Cup – 2008
- World Touring Car Championship (WTCC) – 2006, 2007
- F3000 International Masters – 2006

### Riktiga serier med påhittade förare
- World Touring Car Championship (WTCC) – 1987
- Formel BMW
- Mini Challenge Germany
- Caterham (CSR200, CSR260 och CSR320)
- Radical (SR3 205HP, SR3 230HP, SR3 252HP, SR4 190HP SR 205HP och SR4 252HP)

## Banor

### Swedish Touring Car Championship
- Falkenbergs Motorbana
- Göteborg City Race
- Karlskoga Motorstadion
- Mantorp Park
- Ring Knutstorp
- Sturup Raceway
- Vålerbanen

### World Touring Car Championship
- Scandinavian Raceway
- Brands Hatch
- Masaryk Circuit
- Autódromo Internacional de Curitiba
- Istanbul Park
- Circuito da Guia
- Circuit de Nevers Magny-Cours
- Autodromo Nazionale Monza
- Motorsport Arena Oschersleben
- Circuit de Pau-Ville
- Circuito da Boavista
- Autódromo Miguel E. Abed
- Circuit de la Comunitat Valenciana Ricardo Tormo
- Circuit Park Zandvoort

### Andra
- Circuito do Estoril
- Autodromo Enzo e Dino Ferrari
- Vara Raceway (finns inte på riktigt)

### Alternativa bansträckningar
- Brands Hatch Indy
- Curitiba Oval
- Curitiba Reverse
- Monza Reverse
- Monza Junior
- Magny-Cours National
- Oschersleben B-Course 06
- Oschersleben Reverse 06
- Oschersleben B-Course 07
- Oschersleben Reverse 07
- Puebla Oval
- Puebla Special
- Valencia National
- Valencia Long
- Valencia Reverse
- Zandvoort Club